# Alexis Saussol
Alexis Saussol (Dourgne, 6 février 1759 - Sées, 7 février 1836) est un ecclésiastique catholique français, évêque de Sées de 1817 à 1836.

## Biographie
A sa mort en 1836, son corps est déposés dans le caveau des évêques sous le chœur de la cathédrale de Sées.

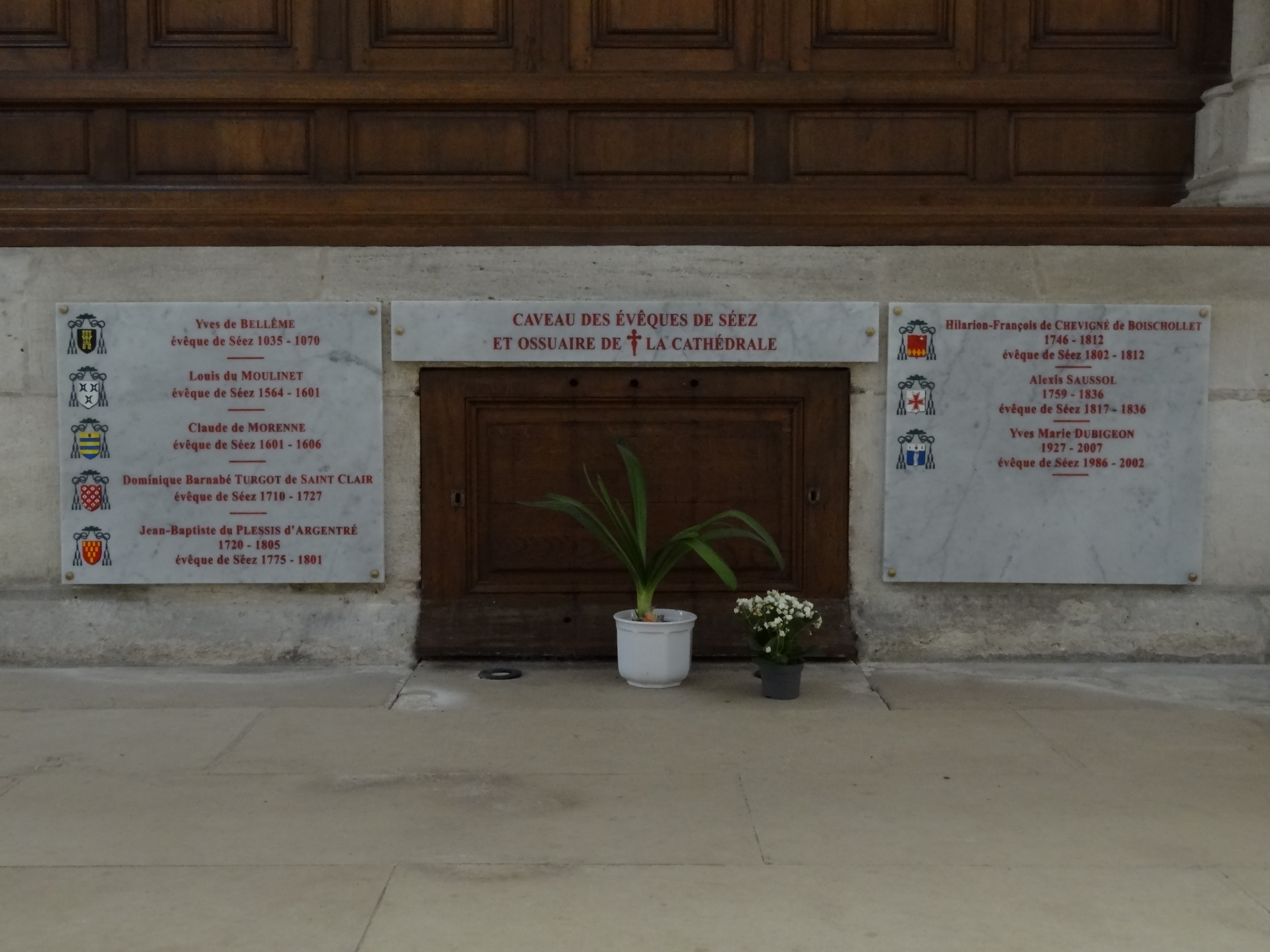
Vue de l'entrée du caveau des évêques de Séez dans la cathédrale Notre-Dame de Sées (Orne).